# Tuynhuys

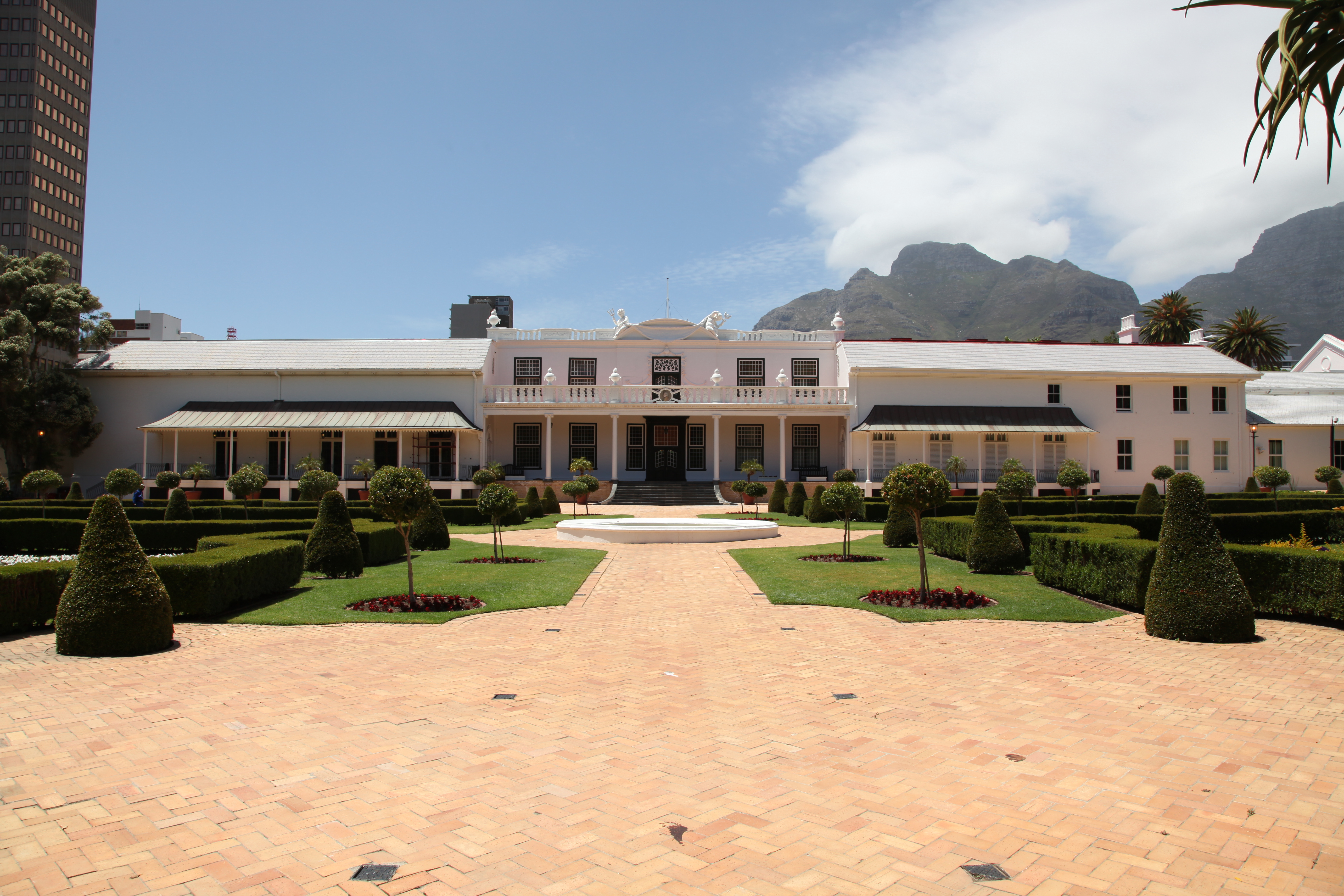
Das Tuynhuys in Kapstadt

Das Tuynhuys (deutsch: Gartenhaus) in Kapstadt ist neben den Union Buildings in Pretoria der Amtssitz des südafrikanischen Präsidenten. Das Haus befindet sich zwischen dem Parlament der Republik Südafrika und dem President’s Council im Company’s Garden. Es ist bereits seit mehr als 250 Jahren der Sitz der höchsten politischen Autorität des Landes und war die Residenz der meisten niederländischen, batavischen und britischen Verwalter sowie Gouverneure der Kapkolonie. Südafrikas Premierminister und Präsidenten residieren hier seit 1961. 

## Geschichte

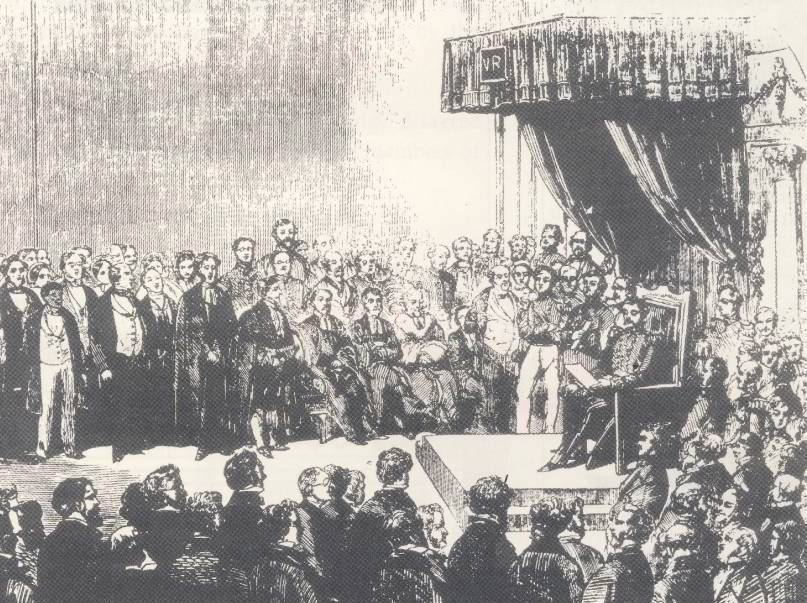
Eröffnung des ersten Parlaments am Kap durch Gouverneur George Edward Grey 1854

Das Tuynhuys wurde 1674 durch die Niederländische Ostindien-Kompanie (VOC) als Gerätehaus für den bereits 1652 durch Jan van Riebeeck angelegten Compagnies Tuyn (Company’s Garden) errichtet. Der Umbau zum Gästehaus erfolgte ab 1682 durch Gouverneur Simon van der Stel. Renovierungen und Erweiterungen erfolgten bis 1751. Ab diesem Zeitpunkt nutzten die Gouverneure das Haus als Sommersitz, so dass es ab 1790 als „Het Governiurs Huys in de Compagnies Tuyn“ (Das Gouverneurshaus im Companie-Garten) bekannt wurde. Nach der zweiten Britischen Okkupation im Jahre 1806 trug es den Namen „Government House“. Gouverneur Lord Charles Somerset erweiterte das Haus auf beiden Seiten um einen Ballsaal, eine Treppe und Kamine. Das Haus sollte auch als Gästehaus der Königsfamilie dienen. So wohnten 1947 auf ihrer Südafrikareise König Georg VI., Königin Elisabeth, Prinzessin Elisabeth und Prinzessin Margaret im Government House. Unter dem Architekten Gabriel Fagan erhielt das Haus 1968 sein Aussehen aus dem 18. Jahrhundert zurück. Seit 1972 trägt es seinen heutigen Namen. Es ist für die Öffentlichkeit nicht zugänglich.

## Besondere Ereignisse
- 1854 wurde im Tuynhuys das erste Parlament am Kap durch Gouverneur George Edward Grey eröffnet
- 1947 wohnte die britische Königsfamilie im Haus
- Am 18. März 1992 verkündet Präsident Frederik Willem de Klerk dort das Ende der Apartheid